# Sebring (Floryda)
Sebring – miasto w hrabstwie Highlands w stanie Floryda, USA. Miasto jest siedzibą władz hrabstwa Highlands.  Populacja około 11,6 tys. mieszkańców (2023). Sebring jest siedzibą Sebring International Raceway, i gospodarzem corocznego 12 Hours of Sebring wyścigu samochodowego na wytrzymałość.

## Demografia
Według spisu z roku 2000, miasto zamieszkuje 9 667 osób, które tworzą 3 969 gospodarstwa domowe oraz 2 305 rodzin. Gęstość zaludnienia wynosi 727,6 osób/km². Na terenie miasta znajduje się 5 024 budynków mieszkalnych o średniej częstości występowania na poziomie 378,1 budynków/km². 75,81% ludności miasta to ludzie biali, 15,69% to czarni, 0,57% to rdzenni Amerykanie, 0,74% to Azjaci, 0,10% to mieszkańcy z wysp Pacyfiku, 5,06% to ludność innych ras, 2,02% to ludność wywodząca się z dwóch lub większej liczby ras, 11,00% to Hiszpanie lub Latynosi.
W mieście znajdują się 3 969 gospodarstwa domowe, z czego w 23,1% z nich znajdują się dzieci poniżej 18 roku życia. 42,0% gospodarstw domowych tworzą małżeństwa. 12,0% stanowią kobiety bez męża, a 41,9% to nie rodziny. 36,0% wszystkich gospodarstw składa się z jednej osoby. W 21,0% znajdują się samotne osoby powyżej 65 roku życia. Średnia wielkość gospodarstwa domowego wynosi 2,25 osoby, a średnia wielkość rodziny to 2,91 osoby.
Populacja miasta rozkłada się na 22,1% osób poniżej 18 lat, 7,9% osób z przedziału wiekowego 18-24 lat, 22,8% osób w wieku od 25 do 44 lat, 19,4% w wieku 45-64 lat i 27,7% osób które mają 65 lub więcej lat. Średni wiek mieszkańców wynosi 42 lat. Na każde 100 kobiet przypada 91,7 mężczyzn. Na każde 100 kobiet w wieku 18 lub więcej lat przypada 88,6 mężczyzn.
Średni roczny dochód w mieście na gospodarstwo domowe wynosi $23 555 a średni roczny dochód na rodzinę to $29 915. Średni roczny dochód mężczyzny to $21 799, kobiety $19 167. Średni roczny dochód na osobę wynosi $15, 125. 17,4 rodzin i 23,5% populacji miasta żyje poniżej minimum socjalnego, z czego 36,0% to osoby poniżej 18 lat a 12,0% to osoby powyżej 65 roku życia.

## Klimat
Temperatura w kolejnych miesiącach roku (w °C):
| Miesiąc                | I    | II   | III  | IV   | V    | VI    | VII   | VIII  | IX    | X    | XI   | XII  |
| ---------------------- | ---- | ---- | ---- | ---- | ---- | ----- | ----- | ----- | ----- | ---- | ---- | ---- |
| Maksymalna temperatura | 23   | 24   | 26   | 28   | 31   | 32    | 33    | 32    | 32    | 29   | 26   | 23   |
| Minimalna temperatura  | 9    | 10   | 13   | 15   | 18   | 21    | 22    | 22    | 22    | 18   | 14   | 11   |
| Suma opadów mm         | 63,0 | 61,2 | 76,7 | 55,1 | 92,2 | 209,6 | 173,0 | 182,4 | 151,9 | 76,7 | 57,7 | 47,5 |

Źródło danych: The Weather Channel.